# 時之島村
時之島村（ときのしまむら）は、愛知県丹羽郡にあった村。現在の一宮市の一部にあたる。

## 地理
大江川の上流域、新般若用水の中流右岸に位置していた。

## 歴史
- 江戸時代は尾張藩領、小牧代官所支配であった[2]。
- 1889年（明治22年）10月1日、町村制の施行により、丹羽郡時之島村が単独で村制施行し、時之島村が発足[1][2]。大字は編成せず[2]。
- 1906年（明治39年）7月1日、丹羽郡浅淵村、赤羽村、穂波村、瀬部村と合併し、西成村を新設して廃止された[1][2]。合併後、西成村時之島となる[2]。

### 地名の由来
この地あたりで木曽川の流れが水勢散乱して幾条にもなり、朱鷺の群集する様に似ていたため。

## 産業
- 農業、生糸[2]

## 教育
- 1873年（明治6年）有終学校開校[2]。1892年（明治25年）時之島学校は時之島尋常小学校に改称[2]。